# Lättvikt i fristil i brottning vid olympiska sommarspelen 1996
Herrarnas brottningsturnering i fristil i viktklassen lättvikt vid olympiska sommarspelen 1996 avgjordes i Atlanta i Georgia World Congress Center. 

## Medaljörer
| Klass    | Guld                     | Silver                  | Brons                  |
| Lättvikt | Vadim Bogiyev · Ryssland | Townsend Saunders · USA | Zaza Zazirov · Ukraina |

## Resultat
Guld- och silvermedaljörerna korades genom en klassisk turnering där vinnaren i finalen erhöll guld, och förloraren silver. Förlorarna från omgång ett fram till semifinalen fick återkvala och vinnaren fick till slut brons.
- TO — Vinst genom fall
- PA — Vinst genom att motståndaren skadats

### Huvudtabell

#### Runda 1
| Brottare 1             | Poäng  | Brottare 2                 |
| ---------------------- | ------ | -------------------------- |
| Arsen Fadzayev (UZB)   | 2 - 2  | Akbar Fallah (IRI)         |
| Zaza Zazirov (UKR)     | 10 - 0 | Ibo Oziti (NGR)            |
| Félix Diédhiou (SEN)   | TO     | Küllo Kõiv (EST)           |
| János Fórizs (HUN)     | 0 - 3  | Elshad Allakhverdiev (AZE) |
| Hwang Sang-Ho (KOR)    | 7 - 0  | Paulo Ibire (ARG)          |
| Yosvany Sánchez (CUB)  | 1 - 3  | Oleg Gogol (BLR)           |
| Arayik Gevorgyan (ARM) | 9 - 1  | Ahmad Al-Osta (SYR)        |
| Yüksel Şanlı (TUR)     | 1 - 3  | Townsend Saunders (USA)    |
| Craig Roberts (CAN)    | 12 - 2 | Richard Weiss (AUS)        |
| Vadim Bogiyev (RUS)    |        | Bye                        |

#### Åttondelsfinaler
| Brottare 1                 | Poäng | Brottare 2             |
| -------------------------- | ----- | ---------------------- |
| Vadim Bogiyev (RUS)        | 3 - 1 | Arsen Fadzayev (UZB)   |
| Zaza Zazirov (UKR)         | 5 - 0 | Küllo Kõiv (EST)       |
| Elshad Allakhverdiev (AZE) | 3 - 5 | Hwang Sang-Ho (KOR)    |
| Oleg Gogol (BLR)           | 2 - 3 | Arayik Gevorgyan (ARM) |
| Townsend Saunders (USA)    | 3 - 1 | Craig Roberts (CAN)    |

#### Kvartsfinaler
| Brottare 1              | Poäng | Brottare 2         |
| ----------------------- | ----- | ------------------ |
| Vadim Bogiyev (RUS)     | 3 - 1 | Zaza Zazirov (UKR) |
| Hwang Sang-Ho (KOR)     |       | Bye                |
| Arayik Gevorgyan (ARM)  |       | Bye                |
| Townsend Saunders (USA) |       | Bye                |

#### Semifinaler
| Brottare 1             | Poäng | Brottare 2              |
| ---------------------- | ----- | ----------------------- |
| Vadim Bogiyev (RUS)    | 3 - 2 | Hwang Sang-Ho (KOR)     |
| Arayik Gevorgyan (ARM) | 0 - 4 | Townsend Saunders (USA) |

#### Final
| Brottare 1          | Poäng | Brottare 2              |
| ------------------- | ----- | ----------------------- |
| Vadim Bogiyev (RUS) | 1 - 1 | Townsend Saunders (USA) |

### Återkval

#### Omgång 2
| Brottare 1           | Poäng  | Brottare 2            |
| -------------------- | ------ | --------------------- |
| Akbar Fallah (IRI)   | 1 - 0  | Ibo Oziti (NGR)       |
| Félix Diédhiou (SEN) | 1 - 13 | János Fórizs (HUN)    |
| Paulo Ibire (ARG)    | 0 - 10 | Yosvany Sánchez (CUB) |
| Ahmad Al-Osta (SYR)  | 4 - 1  | Yüksel Şanlı (TUR)    |
| Richard Weiss (AUS)  |        | Bye                   |

#### Omgång 3
| Brottare 1          | Poäng  | Brottare 2                 |
| ------------------- | ------ | -------------------------- |
| Richard Weiss (AUS) | 0 - 5  | Akbar Fallah (IRI)         |
| János Fórizs (HUN)  | 2 - 6  | Yosvany Sánchez (CUB)      |
| Ahmad Al-Osta (SYR) | 11 - 9 | Arsen Fadzayev (UZB)       |
| Küllo Kõiv (EST)    | 5 - 1  | Elshad Allakhverdiev (AZE) |
| Oleg Gogol (BLR)    | 4 - 0  | Craig Roberts (CAN)        |

#### Omgång 4
| Brottare 1          | Poäng | Brottare 2            |
| ------------------- | ----- | --------------------- |
| Akbar Fallah (IRI)  | 1 - 3 | Yosvany Sánchez (CUB) |
| Ahmad Al-Osta (SYR) | 1 - 4 | Küllo Kõiv (EST)      |
| Oleg Gogol (BLR)    | 1 - 6 | Zaza Zazirov (UKR)    |

#### Omgång 5
| Brottare 1            | Poäng | Brottare 2       |
| --------------------- | ----- | ---------------- |
| Yosvany Sánchez (CUB) | 6 - 0 | Küllo Kõiv (EST) |
| Zaza Zazirov (UKR)    |       | Bye              |

#### Omgång 6
| Brottare 1            | Poäng | Brottare 2             |
| --------------------- | ----- | ---------------------- |
| Hwang Sang-Ho (KOR)   | TO    | Zaza Zazirov (UKR)     |
| Yosvany Sánchez (CUB) | 8 - 4 | Arayik Gevorgyan (ARM) |

#### Bronsmatch
| Brottare 1         | Poäng | Brottare 2            |
| ------------------ | ----- | --------------------- |
| Zaza Zazirov (UKR) | 8 - 6 | Yosvany Sánchez (CUB) |